# Kecamatan Susukan (distrikt i Indonesien, lat -7,51, long 109,42)
Kecamatan Susukan är ett distrikt i Indonesien.   Det ligger i provinsen Jawa Tengah, i den västra delen av landet, 300 km sydost om huvudstaden Jakarta.